# Ramularia hydrangeae-macrophyllae
Ramularia hydrangeae-macrophyllae är en svampart som beskrevs av U. Braun & C.F. Hill 2008. Ramularia hydrangeae-macrophyllae ingår i släktet Ramularia och familjen Mycosphaerellaceae.   Inga underarter finns listade i Catalogue of Life.